# Wereldkampioenschap dammen 1974/75 (match)
De match om het wereldkampioenschap dammen 1974/75 zou gespeeld worden door regerend wereldkampioen Ton Sijbrands en de winnaar van het van 2 t/m 14 november 1974 in Tbilisi gespeelde kandidatentoernooi Iser Koeperman. 
Sijbrands zag echter af van het spelen van de match (wat het begin was van een 15-jarige retraite met betrekking tot het spelen van wedstrijden op topniveau) waarna de titel op 26 oktober 1975 aan Koeperman werd toegekend. 
Toernooi:
1912 · 
1925 · 
1928 · 
1931 · 
1948 · 
1952 · 
1956 · 
1960 · 
1964 · 
1968 · 
1972 · 
1976 · 
1978/79 · 
1980 · 
1982 · 
1983 · 
1984 · 
1986 · 
1988 · 
1990 · 
1992 · 
1994 · 
1996/97 · 
2001 · 
2003 · 
2005 · 
2007 · 
2009 · 
2011 ·
2013 ·
2015 ·
2017 ·
2019 ·
2021 ·
2023 ·
2025

Match:
1932 · 
1933 · 
1934 · 
1936 · 
1936 · 
1937 · 
1938 · 
1945 · 
1947 · 
1951 · 
1954 · 
1958 · 
1959 · 
1961 · 
1965 · 
1968 · 
1969 · 
1972 · 
1973 · 
1974/75 · 
1979 · 
1981 · 
1983 · 
1984 · 
1985 · 
1987 · 
1990 · 
1991 · 
1993/94 · 
1996 · 
1998 · 
2003 · 
2004 · 
2006 · 
2009 ·
2013 ·
2015 ·
2016 ·
2018/19 ·
2022 ·
2024